# Skubani
Skubani (ang.: Free Birds) – amerykański film animowany z 2013 roku w reżyserii Jimmy’ego Haywarda.

## Obsada głosowa
- Owen Wilson – Franek
- Woody Harrelson – Olo
- Amy Poehler – Tatanka
- Jimmy Hayward –
  - Strzała,
  - prezydent Stanów Zjednoczonych,
  - Pędzący Niedźwiedź
  - różne role
- Colm Meaney – Myles Standish
- Keith David – Bizonie Serce
- Dan Fogler – gubernator Bradford
- George Takei – S.T.E.V.E.
- Carlos Alazraqui – Amos
- Josh Lawson – Gus
- Danny Carey – Danny
- Dwight Howard – Cold Turkey
- Carlos Ponce –
  - narrator,
  - Alejandro
- Robert Beltran – wódz Massasoit
- Scott Mosier –
  - Pizza Dude,
  - różne role
- Kaitlyn Maher – córka prezydenta

## Wersja polska
Opracowanie wersji polskiej: na zlecenie Monolith Films – Start International Polska

Reżyseria: Elżbieta Kopocińska

Dialogi polskie: Bartosz Wierzbięta

Dźwięk i montaż: Janusz Tokarzewski

Kierownik produkcji: Dorota Nyczek

W polskiej wersji udział wzięli:
- Cezary Pazura – Franek
- Piotr Fronczewski – Olo
- Barbara Kałużna – Tatanka
- Miłogost Reczek – Strzała
- Przemysław Bluszcz – Myles Standish
- Grzegorz Pawlak – Bizonie Serce
- Paweł Szczesny – gubernator Bradford
- Robert Czebotar – S.T.E.V.E.
- Andrzej Gawroński – Pędzący Niedźwiedź
- Jacek Król – Amos
- Tomasz Borkowski – prezydent Stanów Zjednoczonych
- Zofia Modej – córka prezydenta

W pozostałych rolach:
- Piotr Bąk
- Paweł Ciołkosz – mały Olo
- Wojciech Chorąży
- Marta Dylewska
- Elżbieta Kopocińska
- Maciej Kowalik
- Agnieszka Kunikowska
- Cezary Kwieciński
- Michał Malinowski
- Monika Szalaty
- Robert Tondera
- Janusz Wituch

Lektor: Przemysław Nikiel